# Posplošeni verižni ulomek
Posplošeni verižni ulomek je v matematični veji kompleksne analize posplošitev običajnega verižnega ulomka v kanonski obliki, v katerem lahko delni števci in delni imenovalci zavzamejo poljubne realne ali kompleksne vrednosti.
Posplošeni verižni ulomek ima obliko:
{\displaystyle x=b_{0}+{\cfrac {a_{1}}{b_{1}+{\cfrac {a_{2}}{b_{2}+{\cfrac {a_{3}}{b_{3}+{\cfrac {a_{4}}{b_{4}+\ddots \,}}}}}}}}\!\,,}
kjer so an (n > 0) delni števci, bn pa delni imenovalci. Vodilni člen b0 se imenuje celi del verižnega ulomka. Če so vsi {\displaystyle a_{n}=1\,}, je verižni ulomek navaden, enostaven ali pravilen.
Zaporedne konvergente verižnega ulomka se dobi z osnovnimi rekurenčnimi formulami:
{\displaystyle x_{0}={\frac {A_{0}}{B_{0}}}=b_{0},\qquad x_{1}={\frac {A_{1}}{B_{1}}}={\frac {b_{1}b_{0}+a_{1}}{b_{1}}},\qquad x_{2}={\frac {A_{2}}{B_{2}}}={\frac {b_{2}(b_{1}b_{0}+a_{1})+a_{2}b_{0}}{b_{2}b_{1}+a_{2}}},\qquad \cdots \,}
kjer je An števec, Bn pa imenovalec, ki se imenuje kontinuant,:89:500 n-tega konvergenta.
Če se zaporedje konvergentov {xn} približuje limiti, je verižni ulomek konvergenten in ima končno vrednost. Če se zaporedje konvergentov nikoli ne približa limiti, je verižni ulomek divergenten, njegova vrednost pa je neskončna. Zaporedje lahko divergira mešano, na primer sodi in lihi konvergenti limitirajo k različnim limitam. Lahko pa obstaja neskončno mnogo ničelnih imenovalcev Bn.